# Yxkast
Yxkast som längdmått har förekommit, men hur långt det ansågs vara vet man inte. Måttet nämns i Södermannalagen från 1300-talet och tycks ha varit i bruk ännu omkring 1500. Det är mycket svårt att göra en uppskattning, eftersom längden inte bara är beroende av kastarens styrka utan också av yxans vikt. I vissa fall skulle kastet utföras med bålyxa, i andra med kastyxa.
Södermannalagens bestämmelse gäller avverkning i annans skog. Om man inte var längre in i grannens skog än vad en bålyxa kunde kastas räckte två vittnen för att styrka att man handlat i god tro. Om man avverkade längre in krävdes tolvmannaed för att fria den misstänkte. 
I Vadstena klosters jordebok från 1502 sägs att klostrets andel av kvarndammen vid Lägernäs kvarn i Ydre härad sträckte sig så långt som man kunde kasta en kastyxa.